# Précy-sous-Thil
Précy-sous-Thil és un municipi francès, situat al departament de la Costa d'Or i a la regió de Borgonya - Franc Comtat. L'any 2007 tenia 758 habitants.

## Demografia

### Població
El 2007 la població de fet de Précy-sous-Thil era de 758 persones. Hi havia 324 famílies, de les quals 124 eren unipersonals (64 homes vivint sols i 60 dones vivint soles), 100 parelles sense fills, 84 parelles amb fills i 16 famílies monoparentals amb fills.
La població ha evolucionat segons el següent gràfic:
Habitants censats

### Habitatges
El 2007 hi havia 418 habitatges, 329 eren l'habitatge principal de la família, 46 eren segones residències i 43 estaven desocupats. 302 eren cases i 115 eren apartaments. Dels 329 habitatges principals, 182 estaven ocupats pels seus propietaris, 132 estaven llogats i ocupats pels llogaters i 15 estaven cedits a títol gratuït; 13 tenien una cambra, 48 en tenien dues, 74 en tenien tres, 75 en tenien quatre i 119 en tenien cinc o més. 232 habitatges disposaven pel capbaix d'una plaça de pàrquing. A 169 habitatges hi havia un automòbil i a 109 n'hi havia dos o més.

### Piràmide de població
La piràmide de població per edats i sexe el 2009 era:
| Homes | Edats   | Dones |
| ----- | ------- | ----- |
| 0     | 95 o +  | 4     |
| 4     | 90 a 94 | 12    |
| 16    | 85 a 89 | 44    |
| 0     | 80 a 84 | 16    |
| 8     | 75 a 79 | 8     |
| 16    | 70 a 74 | 20    |
| 28    | 65 a 69 | 12    |
| 24    | 60 a 64 | 20    |
| 12    | 55 a 59 | 8     |
| 12    | 50 a 54 | 12    |
| 52    | 45 a 49 | 16    |
| 12    | 40 a 44 | 28    |
| 12    | 35 a 39 | 8     |
| 12    | 30 a 34 | 24    |
| 12    | 25 a 29 | 40    |
| 52    | 20 a 24 | 12    |
| 36    | 15 a 19 | 28    |
| 24    | 10 a 14 | 16    |
| 28    | 5 a 9   | 36    |
| 8     | 0 a 4   | 12    |

## Economia
El 2007 la població en edat de treballar era de 444 persones, 328 eren actives i 116 eren inactives. De les 328 persones actives 299 estaven ocupades (165 homes i 134 dones) i 29 estaven aturades (14 homes i 15 dones). De les 116 persones inactives 39 estaven jubilades, 40 estaven estudiant i 37 estaven classificades com a «altres inactius».

### Ingressos
El 2009 a Précy-sous-Thil hi havia 331 unitats fiscals que integraven 725,5 persones, la mediana anual d'ingressos fiscals per persona era de 16.873 €.

### Activitats econòmiques
Dels 67 establiments que hi havia el 2007, 1 era d'una empresa extractiva, 4 d'empreses alimentàries, 4 d'empreses de fabricació d'altres productes industrials, 6 d'empreses de construcció, 16 d'empreses de comerç i reparació d'automòbils, 5 d'empreses de transport, 5 d'empreses d'hostatgeria i restauració, 3 d'empreses d'informació i comunicació, 6 d'empreses financeres, 2 d'empreses immobiliàries, 5 d'empreses de serveis, 7 d'entitats de l'administració pública i 3 d'empreses classificades com a «altres activitats de serveis».
Dels 17 establiments de servei als particulars que hi havia el 2009, 1 era una oficina d'administració d'Hisenda pública, 1 gendarmeria, 1 oficina de correu, 3 oficines bancàries, 2 tallers de reparació d'automòbils i de material agrícola, 1 paleta, 2 guixaires pintors, 1 fusteria, 1 lampisteria, 1 perruqueria, 1 veterinari, 1 restaurant i 1 saló de bellesa.
Dels 5 establiments comercials que hi havia el 2009, 1 era un hipermercat, 1 una botiga de més de 120 m², 2 fleques i 1 una fleca.
L'any 2000 a Précy-sous-Thil hi havia 12 explotacions agrícoles que ocupaven un total de 872 hectàrees.

## Equipaments sanitaris i escolars
L'únic equipament sanitari que hi havia el 2009 era una farmàcia.
El 2009 hi havia 1 escola maternal i 1 escola elemental.

## Poblacions més properes
El següent diagrama mostra les poblacions més properes.